# العلاقات الأذربيجانية العراقية
العلاقات الأذربيجانية العراقية هي العلاقات الثنائية التي تجمع بين أذربيجان والعراق.

## مقارنة بين البلدين
هذه مقارنة عامة ومرجعية للدولتين:
| وجه المقارنة                                              | أذربيجان        | العراق                       |
| --------------------------------------------------------- | --------------- | ---------------------------- |
| المساحة (كم2)                                             | 86.60 ألف       | 437.07 ألف                   |
| عدد السكان (نسمة)                                         | 10.00 مليون     | 38.27 مليون                  |
| الكثافة السكانية (ن./كم²)                                 | 115.47          | 87.56                        |
| العاصمة                                                   | باكو            | بغداد                        |
| اللغة الرسمية                                             | اللغة الأذرية   | اللغة العربية، اللغة الكردية |
| العملة                                                    | مانات أذربيجاني | دينار عراقي                  |
| الناتج المحلي الإجمالي (بليون دولار)                      | 40.75 مليار     | 197.72 مليار                 |
| الناتج المحلي الإجمالي (تعادل القوة الشرائية) بليون دولار | 171.56 مليار    | 560.73 مليار                 |
| الناتج المحلي الإجمالي الاسمي للفرد دولار أمريكي          | 5.50 ألف        | 4.94 ألف                     |
| الناتج المحلي الإجمالي للفرد دولار أمريكي                 | 17.52 ألف       | 15.06 ألف                    |
| مؤشر التنمية البشرية                                      | 0.751           | 0.654                        |
| رمز المكالمات الدولي                                      | +994            | +964                         |
| رمز الإنترنت                                              | .az             | .iq                          |
| المنطقة الزمنية                                           | ت ع م+04:00     | ت ع م+03:00، ت ع م+04:00     |

## مدن متوأمة
في ما يلي قائمة باتفاقيات التوأمة بين مدن أذربيجانية وعراقية:
- ترتبط باكو مع البصرة باتفاقية توأمة منذ 1985.[14][14]

## منظمات دولية مشتركة
يشترك البلدان في عضوية مجموعة من المنظمات الدولية، منها:
| علم المنظمة | اسم المنظمة                        | تاريخ انضمام أذربيجان | تاريخ انضمام العراق |
| ----------- | ---------------------------------- | --------------------- | ------------------- |
|             | منظمة التعاون الإسلامي             | 1991                  | ?                   |
|             | الاتحاد البريدي العالمي            | ?                     | ?                   |
|             | يونسكو                             | 3 يونيو 1992          | 21 أكتوبر 1948      |
|             | البنك الدولي للإنشاء والتعمير      | 18 سبتمبر 1992        | 27 ديسمبر 1945      |
|             | وكالة ضمان الاستثمار متعدد الأطراف | 23 سبتمبر 1992        | 6 أكتوبر 2008       |
|             | الاتحاد الدولي للاتصالات           | 10 أبريل 1992         | 12 نوفمبر 1928      |
|             | مؤسسة التمويل الدولية              | 11 أكتوبر 1995        | 27 ديسمبر 1956      |
|             | منظمة الشرطة الجنائية الدولية      | ?                     | ?                   |
|             | الأمم المتحدة                      | 2 مارس 1992           | 21 ديسمبر 1945      |
|             | مؤسسة التنمية الدولية              | 31 مارس 1995          | 29 ديسمبر 1960      |
|             | منظمة حظر الأسلحة الكيميائية       | ?                     | ?                   |

## أعلام
هذه قائمة لبعض الشخصيات التي تربطها علاقات بالبلدين:
- أبو القاسم الخوئي (آية الله العظمى الفارسي نصاب كبير، 19 نوفمبر 1899[20] – 8 أغسطس 1992[20])
- أمل سنان (1 أكتوبر 1966 – )
- الفاضل الشرابياني (فقيه إيراني أذربيجاني، 1829 – 24 نوفمبر 1904)
- صفي الدين الأرموي (1216[21] – 1294[22])
- عبد المجيد الخوئي (16 أغسطس 1962 – 10 أبريل 2003)
- محمد تقي الخوئي (فقيه عراقي، 25 يوليو 1958 – 20 يوليو 1994)
- محمد علي الأوردبادي (18 يناير 1895 – 26 يوليو 1960)
- محمد علي النخجواني (فقيه أذربيجاني - عراقي، 1851 – 21 فبراير 1916)
- محمود التبريزي

## وصلات خارجية
- موقع وزارة الخارجية الأذربيجانية
- موقع وزارة الخارجية العراقية